# Spring (seizoen 4)
Het vierde seizoen van de Vlaamse jongerensoap Spring werd uitgezonden in 2006.
Vorig seizoen: seizoen 3
Vervolg: seizoen 5

## Seizoen 4

#### Rolverdeling
- Tania Kloek - Pia Bertels-Deroover
- Jelle Cleymans - Evert Van Bellum
- Anneleen Liégeois - Katrijn Van Asten
- Cara Van der Auwera - Chantal Goegebuer
- Damian Corlazzoli - Xavier Lejeune
- Timo Descamps - Jo De Klein
- Véronique Leysen - Roxanne Boisier
- Kobe Van Herreweghe - David Vercauteren
- Jenna Vanlommel - Tina 'Tien' Smolders
- Tatyana Beloy - Karima
- Herman Boets - Roger Van Asten
- Annemarie Picard - Arlette Grauwels
- Mieke Bouve - Marie-France Van Mechelen
- Ben Van Ostade - Christian Goegebuer
- Eddy Vereycken - François Lejeune

Gasten: David Michiels (Stan), Camilia Blereau (Commissaris), Hans De Munter (Mr. Bertels), Guillaume Devos (Ben), Alex Van Haecke (Ronald), Stijn Van Haecke (Bas), Nigel Chantrain (Jorre)

## Plot
- Katrijn is met glans geslaagd voor haar eerste jaar aan de balletacademie, maar twijfelt of ze wel verder wil gaan. Na een hevige ruzie met haar vader, Roger, trekt ze tijdelijk bij Jo in totdat alles weer opgelost is.

- Ondertussen heeft Jo zijn eigen problemen; zo moet hij afscheid nemen van zijn spin Marie (hij krijgt er echter een slang voor terug) en wordt hij geconfronteerd met zijn ex-vriend Ben die een paar jaar geleden gewoon verdween zonder hem iets te laten weten. Xavier heeft er moeite mee dat Jo homo is.

- Nadat Pia terug is van vakantie krijgt ze onverwachts bezoek van haar vader. Het hek is helemaal van de dam als Pia's vader wil dat de meisjes van Spring het klassiek ballet Het Zwanenmeer opvoeren in zijn theater. Pia beslist om van de dansvoorstelling iets modern te maken. Ze beseft echter wel dat dit tegen de wil van haar vader zal zijn en vraagt dan ook aan iedereen om dit te verzwijgen.

- François en Xavier starten met hun eigen pizzazaak in het dorp. Hierbij vormen ze rechtstreekse concurrentie voor Pizza Carlo, de pizzatent waar Evert werkt. Alles draait uit tot een heuse pizza-oorlog. Evert gaat zelfs zo ver dat hij in Pizza François een stinkend product verstopt, dat echter zeer brandbaar is. Pizza François brandt af en Evert wordt gearresteerd; door David, die rechercheur is geworden en diens collega Karima voor wie Evert wederzijdse interesse toont. Hij komt weer op vrije voeten nadat François bekent de ware schuldige te zijn.

- Ondertussen denkt Katrijn dat ze David kwijt zal raken. Dit leidt ertoe dat ze bijna niet meer eet en flauwvalt tijdens een bezoek aan David en Karima op het werk. Volgens de dokter stond ze op het punt om anorexia te krijgen. Uiteindelijk besluit Katrijn fotografie te gaan studeren.

- Chantals vader Christian komt naar België samen met zijn zakenpartner en diens zoon Bas. Chantal wordt verliefd op Bas en de twee beginnen een relatie. Christian wordt in Canada verkozen tot zakenman van het jaar, maar aan dit sprookje komt een einde, wanneer hij gearresteerd wordt voor gesjoemel met zijn bedrijf. Bas denkt dat hij schuldig is, dit betekent het einde van de relatie tussen hem en Chantal. David vindt echter bewijzen tegen Christians collega Ronald. Ronald wordt gearresteerd en bekent pas na een lange ondervraging. Christian wordt vrijgelaten en vertrekt terug naar Canada. Eens hij in het vliegtuig zit blijkt dat ook Bas meegaat.

- Roxanne werkt voor het modellenbureau van Marie-France. Samen met Tien gaat ze voor een week naar Milaan, waar er voor hen een fotoshoot gepland is. Eenmaal aangekomen in Milaan krijgen Tien en Roxanne enkele verontrustende telefoontjes; door hun afwezigheid ziet Pia de dansopdracht van Het Zwanenmeer niet meer zitten. Ze besluiten de shoot te laten vallen en terug te keren naar België. Marie-France is hierdoor woest op Pia.

- Christian komt terug naar België en beslist om definitief te blijven. Terwijl hij op zoek gaat naar een huis blijft hij tijdelijk bij Marie-France en Chantal wonen. Christian en Marie-France zijn opnieuw een koppel.

- Na wekenlang zwoegen en zweten is het zover: de dansvoorstelling van Het Zwanenmeer. Pia's vader lijkt de voorstelling zeer goed te vinden, totdat het moderne stuk begint waarin Spring een medley brengt van zijn beste liedjes. Iedereen heeft genoten van de voorstelling. Uiteindelijk moet ook Pia's vader bekennen, als blijkt dat de man van het ministerie het geweldig vond, dat het een mooie voorstelling was.